# Гран торе Сантијаго
Торе 2 Центра Костанера (шп. Torre 2 de Costanera Center), познатији као Гран Торе Сантијаго (шп. Gran Torre Santiago), раније познат као Торе Гран Костанера (шп. Torre Gran Costanera) 62-спратни је облакодер у Сантијагу, у Чилеу. Представља највишу зграду у овој држави, целој Јужној Америци, као и другу највишу зграду у Латинској Америци. Четврта је највиша зграда у Јужној хемисфери, као и трећа по највишем заузетом спрату. Дизајнирали су је аргентински архитекта Сезар Пели, чилеански архитекти из фирме Alemparte Barreda & Asociados и канадска компанија Watt International.

## Детаљи
Гран Торе Сантијаго део је комплекса Центар Костанера, који обухвата највећи тржни центар у Латинској Америци, два хотела и две додатне канцеларијске куле. Облакодер је висок 300 метара и састоји се из 64 спрата плус 6 подрумских спратова с подним нагибом од 4,1 метара и површином од 107.125 квадратних метара.
Кула има на располагању готово 700.000 квадратних метара грађевинског простора изграђеног на 47.000 квадратних метара земљишта. Планери су проценили да ће око 240.000 људи свакодневно долазити на локацију и одлазити из ње. Торањ су дизајнирали аргентински архитекта Сезар Пели из компаније Pelli Clarke Pelli Architects, чилеанске архитекте из фирме Alemparte Barreda & Asociados и канадска компанија Watt International. Структурно инжињерство је изводила чилеанска компанија René Lagos y Asociados Ing. Civiles Ltda. За његову изградњу била је одговорна компанија Salfa Corp.

## Конструкција
Изградња зграде започета је у јуну 2006, а требало је да буде завршена 2010. године. Међутим, изградња је заустављена у јануару 2009. због светске финансијске кризе. Изградња пројекта настављена је 17. децембра 2009. године.
Почетком новембра 2010, висок 205 метара, торањ је претекао суседну зграду Титанијум Ла Портада и постао је највиша зграда у Чилеу. У фебруару 2011, дневне новине Сегунда известиле су да је торањ, висок 226 метара, претекао каракаске Куле близнакиње и тиме постао највиша зграда у Јужној Америци, а лист Терсера известио је у фебруару 2012. да је тај подвиг заправо постигнут 12. априла 2011. године.
Структурни радови на торњу завршени су у јулу 2011, а максимална висина од 300 метара постигнута је 14. фебруара 2012. године, тако поставши највиша зграда у Латинској Америци. Године 2013, кула је потпуно завршена.

## Видиковац
Дана 11. августа 2015, видиковац назван „Sky Costanera” отворен је за посетиоце на 61. и 62. спрату торња, нудећи поглед од 360° на Сантијаго.

## Галерија
- Септембар 2006.
- Децембар 2007.
- Јун 2010.
- Септембар 2010.
- Јануар 2011.
- Март 2011.
- Март 2012.
- Септембар 2013.
- Децембар 2013.
- Јануар 2014.